# Torre Adamant
La Torre Adamant es un edificio ubicado en la Vía Atlixcáyotl 5413, San Bernardino Tlaxcalancingo, en el municipio de San Andrés Cholula, en la Zona Metropolitana de Puebla.

## Características
Su altura es de 112 metros y tiene 29 pisos. Cuenta con 175 departamentos, todos con una de las terrazas jardín que se disponen en forma de fractal a lo largo de la fachada. Cuenta con 2 elevadores y 1 montacargas.
Su construcción comenzó en el 2011 y concluyó en 2013. Es un desarrollo de uso mixto y cuenta con dos niveles de área comercial. Fue diseñado por el arquitecto Mayer Hasbani que también diseñó el Adamant Querétaro en la ciudad de Santiago de Querétaro.